# Picconia tenuiseta
Picconia tenuiseta är en tvåvingeart som först beskrevs av Herting 1973.  Picconia tenuiseta ingår i släktet Picconia och familjen parasitflugor. Inga underarter finns listade i Catalogue of Life.